# Birlik, Sürmene
Birlik là một xã thuộc huyện Sürmene, tỉnh Trabzon, Thổ Nhĩ Kỳ. Dân số thời điểm năm 2011 là 296 người.